# جورج ديكسون (ملاكم)
جورج ديكسون (بالإنجليزية: George Dixon)‏ مواليد 29 يوليو 1870 في هاليفاكس، نوفا سكوشا، كندا - الوفاة 6 يناير 1908 في بوسطن، كان ملاكم كندي سابق صنّف ضمن فئة وزن الريشة.

## إحصائيات
خاض خلال مسيرته 163 نزالا، فاز في 73 وتعادل في 55 وخسر في 30. فاز بالضربة القاضية في 36 نزالا.

## روابط خارجية
- جورج ديكسون على موقع بوكس ريك (الإنجليزية) (registration required)
- جورج ديكسون على موقع قاعة كندا للمشاهير الرياضية (الإنجليزية)